# Via XXV Hispanica

Római főutak az Ibériai-félszigeten az Itinerario de Antonino alapján

A Via Viginti Quinque Hispanica - VVQ vagy Via25 - egy római út az Ibériai-félszigeten a mai aragóniai Zaragoza és extremadurai Mérida között.

## Neve
Az Antoninus útikönyv felsorolja a legfontosabb utakat és sorszámmal jelöli meg őket, így ezek között találhatjuk meg a Via25-öt is, mint az egyik legfontosabb út. Sajnos sok más úttal ellentétben, mint például az észak-déli Via Delapidata, melybe Méridánál csatlakozik, a Via25 korabeli nevét egyelőre nem tudjuk, de a korabeli elnevezési szabályokat figyelembe véve a másik (Astorga felől) futó átlós út a Via Cartagena alapján szinte biztos, hogy használták a Via Emerita nevet.
A Zaragozától Titulcia felé (és az egykori Complutum, ma Alcalá de Henares) felé induló rész neve ma egyszerűen csak Madridi út. Madrid és Talavera irányából  pedig ma Extremadura út néven éri el Méridát, az egykori Emerita Augustát, Lusitániában.

## Szerepe
A Via25 az az út, mely Európa felől az Ibériai félszigeten fut Nyugat-Európába. A félsziget 5 mai legnagyobb város közül kettőt ma is összeköt, jól mutatja ezt, hogy vonalán, amit leginkább a Jalón, Henares és Guadiana folyók határoznak meg, fut ma Lisszabonig az E90-es Európai főút is (a maga korában is hasonló volt a jelentősége.)
Északon az Iberis, ma Ebro legnagyobb városától Caesaraugustától - ma Zaragoza - indult a Jalón folyó mentén, majd Occilis és Segontia között (Medinaceli és Sigüenza) áttörve a mintegy 30 km hosszú vízválasztót, az Henares folyó mentén érte el Complutumot, a mai Alcalá de Henarest, majd a Tajo mentén Titulcia, Toletum (Toledo) és Caesarobriga (Talavera de la Reina) útvonalon haladt tovább délnyugat felé a mai Madridtól. Kiindulópontja mellett a másik legfontosabb városa Emerita Augusta, a mai Mérida volt, amely akkor a félsziget délnyugati gyújtópontjában annak legnagyobb közlekedési központja volt, hatalmas színházával és más korabeli épületekkel a legnagyobb római kori emlékhely ma a félszigeten, mi több, az egyik legnagyobb az Európai Unióban.

## Útja
A Via25 Zaragozából indul és tart Mérida központ felé (ahol eléri az észak-déli irányú Via Delapidatát). Első szakasza a Jalón és Henares folyók mentén Cumplutumba tart (Alcalá de Henares). Az Henarest Segontiánál (Sigüenza) elérve Nyugat-Európában, az Atlanti-óceán felé veszi útját.
Titulcia, Toletum és Caesarobriga (Talavera de la Reina) folyamatosan tart Madridtól délnyugati irányba. Turgaliumnál (ma Trujillo) már a Guadiana vízgyűjtéjében jár, Metellinum (ma: Meddelín) és Mérida előtt még több település, többek között Meaxadas (ma Miajadas) város is az útvonalába esik. A Via25 Méridánál a Via Delapidata csatlakozási pontja, mely ma Via de la Plata néven meghosszabbítva északon Astorga délen Sevilla és a Luxia folyó (vélhetően az Odiel, lásd Lusitania), a Costa de la Luz 2 jelentős városa, Onuba-Osonuba - ma Huelva-Faro felé halad.